# اتودسک
اتودسک (به انگلیسی: autodesk) شرکت رایانه‌ای آمریکایی است، که در زمینه ساخت و توسعه نرم‌افزارهای سه بعدی‌سازی و شبیه‌سازی رایانه‌ای فعالیت می‌کند. از جمله نرم‌افزارهای این شرکت می‌توان به تری دی مکس، اتوکد و مایا اشاره کرد.
دفتر مرکزی شرکت آتودسک در شهر سن رافائل، ایالت کالیفرنیا قرار دارد، همچنین دارای دفاتر مختلفی در سراسر دنیا می‌باشد.
شرکت آتودسک در سال ۱۹۸۲ توسط جان واکر که از توسعه‌دهندگان نرم‌افزار اتوکد بوده‌است، بنیان‌گذاری شد. هدف و به نوعی شعار این شرکت “طراحی به کمک رایانه” است که مخفف آن CAD می‌شود. نرم‌افزارهای اتوکد و رویت این شرکت به‌طور گسترده مورد استفادهٔ معماران قرار می‌گیرند. همچنین مهندسین و طراحان سازه برای طراحی، پیش طراحی و مدل‌سازی ساختمان‌ها و دیگر سازه‌ها از این دو نرم‌افزار استفاده می‌کنند.